# Архив Митрохина
«Архив Митрохина» (англ. Mitrokhin Archive) — совокупность рукописных конспектов, принадлежавших сотруднику архивного отдела Первого главного управления КГБ СССР Василию Митрохину во время его работы, с риском для жизни тайно снятые им с документов КГБ различной степени секретности с применением в целях конспирации методов стенографической тайнописи и последующей расшифровки только ему понятного шифра. Эти рукописи были вывезены из России в Великобританию в 1992 году, туда же переехал и сам Митрохин с семьёй. С опорой на информацию из этого архива профессиональным историком MI5 Кристофером Эндрю были выпущены книги «Меч и щит» (англ. The Sword and the Shield) в 1999 году и «Мир следовал за нами: КГБ и битва за Третий мир» (англ. The World Was Going Our Way: The KGB and the Battle for the Third World) в 2005 году. Книги освещают разведывательную деятельность СССР по всему миру в годы холодной войны. В июле 2014 года Архивный центр при колледже Черчилля выложил отредактированные рукописи на русском языке в открытый доступ: эти архивы стали крупнейшей открытой базой документов КГБ. При этом оригинальные рукописи всё ещё числятся в статусе засекреченных, как в Великобритании, так и хранящиеся в России оригиналы состенографированных Митрохиным документов.

## Происхождение заметок
Автором заметок является Василий Никитич Митрохин, сотрудник Первого главного управления КГБ СССР, занимавшегося внешней разведкой. После доклада Н. С. Хрущёва «О культе личности и его последствиях» Митрохин сделал несколько критических замечаний о работе КГБ, за что был переведён в архивный отдел. Со временем Митрохин стал больше разочаровываться в коммунистической идеологии и советском государственном строе, особенно после ввода советских войск в Чехословакию и последующих протестов диссидентов против этих действий. По его словам, советский государственный строй невозможно уже было реформировать.
С конца 1960-х годов в главном здании КГБ на Лубянке работало столько сотрудников, что председатель КГБ Юрий Андропов санкционировал возведение нового здания в районе Ясенево, которое и должно было стать новой штаб-квартирой Первого главного управления. Митрохин, возглавлявший архивный отдел, по распоряжению начальника Первого главного управления Владимира Крючкова, получил распоряжение провести каталогизацию документов и обеспечить их упорядоченный перевод в новый штаб. Весь архив был перевезён с 1972 по 1984 годы. Однако Митрохин тайно снимал копии с каждого документа, перевозя копии на свою дачу и пряча в тайнике под полом. Всё это время Митрохин не вступал в контакт с иностранными разведками, однако в 1992 году, уже после распада СССР, он приехал в Латвию с копиями архива и обратился в американское посольство. Впрочем, сотрудники ЦРУ не выслушали Митрохина, поскольку не имели ему оснований доверять и даже решили, что все документы — фальсификация. В британском посольстве один из молодых дипломатов, однако, отнёсся более внимательно к Митрохину и его документам, и уже через месяц сотрудники MI6 занялись сбором более 25 тысяч страниц, спрятанных на даче Митрохина и освещавших деятельность ГУГБ НКВД в 1930-е годы.

## Содержание заметок
В архиве тайно снятых Митрохиным документов КГБ присутствовали ряд спорных утверждений, среди которых выделялись следующие:
- более половины вооружения СССР было создано по американским образцам;
- телефон занимавшего должность государственного секретаря США Генри Киссинджера прослушивался;
- на всех объектах военной промышленности США действовали советские шпионы;
- около 35 высокопоставленных политиков Франции были завербованы КГБ;
- агенты КГБ действовали в политических партиях, судах и полиции ФРГ;
- на случай перехода Холодной войны в «горячую фазу» готовились широкомасштабные диверсии против США, Канады и других стран;
- для подготовки к диверсиям размещались тайники с оружием, часть из которых после обнародования Митрохиным информации была конфискована или уничтожена полицией стран мира.

### Раскрытые сотрудники КГБ
- Мелита Норвуд («Хола»), госслужащая, сотрудница Британской ассоциации исследований цветных металлов[англ.], имела доступ к засекреченной информации о ядерном оружии Великобритании[8].
- Джон Симондс («Скот»), сержант полиции Скотленд-Ярд, покинул Великобританию после обвинений в участии в коррупционной деятельности[9].
- Рэймонд Флетчер[англ.] («Питер»), журналист и член парламента от Лейбористской партии; по некоторым данным, также был завербован Службой госбезопасности ЧССР и ЦРУ[10].
- Иосиф Григулевич, учёный-латиноамериканист; под именем «Теодоро Б. Кастро» работал послом Республики Коста-Рика в Италии и Югославии (1952—1954), организовал в своё время неудачное покушение на Льва Троцкого[11]; мог быть причастен к подготовке покушения на Иосипа Броза Тито (несостоявшаяся в связи со смертью Сталина операция «Стервятник»).
- Роберт Липка, сотрудник АНБ[12]. Вплоть до начала судебного процесса отрицал свою вину: на процессе обвинение заявило, что главным свидетелем по делу был бывший сотрудник архивного отдела КГБ[13]. По другой версии, был выдан Олегом Калугиным.
- Салаад Габейре Кедие («Оператор»), бывший член Верховного революционного совета Сомали.

### Обвинявшиеся в сотрудничестве с КГБ латиноамериканские политики
По словам Кристофера Эндрю, в архиве Митрохина упоминались латиноамериканские высокопоставленные политики или члены левых партий, сотрудничавшие с КГБ. В частности, «доверенным агентом» в архиве назывался лидер Сандинистского фронта национального освобождения Карлос Фонсека Амадор. Однако заместитель начальника латиноамериканского отдела Первого главного управления КГБ Николай Леонов в 1988 году на одной из лекций заявил, что КГБ никогда не завербовывал коммунистов или членов левых партий.
Президент Никарагуа Даниэль Ортега, по некоторым данным, передавал Леонову программу сандинистов, в которой говорилось о намерении вести «классовую борьбу» в Центральной Америке при поддержке Кубы и Восточного блока. Однако Леонов говорил, что хоть и дружил со многими латиноамериканцами (в том числе и лидерами группировок) и обеспечивал политическую поддержку левым движениям, никому никогда не раскрывал факты своей работы на КГБ. Всё его сотрудничество с лидерами Латинской Америки, по его словам, не было связано с разведкой.

### Обвинявшиеся в сотрудничестве с КГБ ближневосточные политики
В сентябре 2016 года доктора философии И. Гинор и Г. Ремез опубликовали работу, в которой утверждалось, что президент Палестинской национальной администрации Махмуд Аббас, он же «Абу Мазен» был завербован КГБ. Согласно документу, подписанному как «Разработки КГБ — 1983 год» (англ. KGB developments – Year 1983), Аббас был завербован под псевдонимом «Кротов» в начале 1980-х.

### Упоминаемая в архивах деятельность КГБ
- Том Дриберг («Лепейдж»), депутат парламента Великобритании, член исполкома Лейбористской партии в 1950-е годы. С 1930-х годов он сотрудничал с MI5, осуществляя шпионаж за сотрудниками Коммунистической партии Великобритании. В 1956 году приехал в Москву для встречи с Гаем Бёрджессом, чтобы составить его биографию. Согласно архиву, сотрудники КГБ потребовали от Дриберга не писать об алкоголизме Бёрджесса, угрожая обнародовать фотографии Дриберга, подтверждавшие его гомосексуальные отношения[21].
- Прослушка штаб-квартир MI6 на Ближнем Востоке[22].
- Прослушка телефона Генри Киссинджера во время его работы на посту государственного секретаря США[23].
- Получение документов от компаний в области оборонной промышленности (Boeing, Fairchild, General Dynamics и IBM) касаемо баллистических ракет «Трайдент» и «Пискипер», а также крылатых ракет «Томагавк»[24].
- Поддержка движения сандинистов (в том числе с участием кубинского разведуправления ДГИ)[25].

### Неподтвержденные обвинения
- Ричард Клементс[англ.], редактор журнала «Tribune[англ.]», советник Майкла Фута и Нила Киннока как лидеров Лейбористской партии. В книгах Митрохина и Эндрю прямо не упоминается; газетой The Sunday Times обвинялся в работе на КГБ под псевдонимом «Дэн»[26]. Лицо под псевдонимом «Дэн», согласно архиву, занималось советской пропагандой с 1959 года в журнале, оборвав все контакты с КГБ в 1970-е годы[27]. Позже Клементс опроверг все утверждения, назвав это «полной чепухой», и больше обвинений не предъявлялось[28]. В защиту Клементса высказывались Дэвид Винник[англ.] и Эндрю Рот[англ.][29].
- Романо Проди, премьер-министр Италии. Вопросом связей Проди с КГБ занималась Итальянская комиссия Митрохина, обвинения не подтвердились (см. ниже).

### Дезинформационная кампания против США
Эндрю упоминались некие активные мероприятия со стороны КГБ против США, направленные на очернение деятельности американцев:
- Пропаганда теорий заговора об убийстве Джона Фицджералда Кеннеди, поддерживаемая писателем Марком Лейном[англ.][31]. Сам Лейн всё отрицал и выдвигал ответные обвинения во лжи[32].
- Фальсификация письма Ли Харви Освальда Эверетту Ховарду Ханту, в котором на последнего пытались свалить вину в убийстве Кеннеди[33].
- Дискредитация ЦРУ на основании показаний её бывшего сотрудника Филипа Эйджи[34].
- Подогревание слухов о гомосексуальности директора ФБР Эдгара Гувера[35].
- Попытки дискредитации Мартина Лютера Кинга-младшего путём размещения публикаций о нём в образе дядюшки Тома[англ.], получавшего тайно правительственные субсидии[36].
- Подогревание расовой ненависти в США путём отправки фальшивых писем от имени Ку-клукс-клана и размещения бомб в почтовых ящиках в «негритянских кварталах США» (операция «Пандора»); последующее распространение версии об убийстве Мартина Лютера Кинга, спланированном правительством США[37].
- Распространение слухов о создании ВИЧ / СПИД американскими учёными в лаборатории Армии США в Форт-Детрик. Подобную конспирологическую теорию поддерживал Джейкоб Сигал[англ.][38]. Факт распространения подобной дезинформации ещё до публикации архива Митрохина подтвердил в 1992 году директор СВР Евгений Примаков[39].

### Подавление антисоветских выступлений
В архивах Митрохина утверждалось, что все коммунистические режимы Восточной Европы и Афганистана возникли не без поддержки КГБ: в странах создавалась тайная полиция, а против несогласных осуществлялись репрессии. Председатель КГБ Юрий Андропов, который в 1954 году был послом в СССР в Венгрии, был свидетелем того, как во время революции 1956 года восставшие расправлялись со своими врагами, и после этого у него якобы появился некий «венгерский комплекс»:

...он с ужасом наблюдал из окон своего посольства, как офицеров ненавистной венгерской службы безопасности вешали на фонарных столбах. Андропов боялся всю жизнь того, как могла рухнуть в одночасье однопартийная государственная система. Когда в 1968 году в Праге, в 1979 году в Кабуле и в 1981 году в Варшаве коммунисты оказались на волоске, Андропов понимал: только армия может их спасти.
Оригинальный текст (англ.)... he had watched in horror from the windows of his embassy as officers of the hated Hungarian security service were strung up from lampposts. Andropov remained haunted for the rest of his life by the speed with which an apparently all-powerful Communist one-party state had begun to topple. When other Communist regimes later seemed at risk—in Prague in 1968, in Kabul in 1979, in Warsaw in 1981, he was convinced that, as in Budapest in 1956, only armed force could ensure their survival.

Считается, что именно Андропов убедил Хрущёва ввести войска для подавления революции. Ввод войск привёл к тому, что венгерское руководство было арестовано, а премьер-министр Венгрии Имре Надь за государственную измену был повешен. Во время Пражской весны Андропов требовал принять «крайние меры» и якобы требовал сфабриковать информацию о причастности зарубежных разведок к перевороту. Согласно книгам Эндрю, находившийся в Вашингтоне Олег Калугин сообщил в КГБ, что у него есть информация от надёжных источников, полностью исключающая причастность ЦРУ или каких-то иных спецслужб к протестам в стране, однако Андропов добился того, чтобы эти сообщения уничтожили, поскольку не собирался отказываться от своих намерений. Совокупность действий против чехословацких политиков — сторонников Пражской весны — описывается в архивах как операция «Прогресс».

### Покушения на высокопоставленных лиц
- 13 декабря 1979 года было предпринято покушение на второго президента Демократической Республики Афганистан Хафизуллу Амина. Этим занимался 8-й отдел Первого главного управления КГБ СССР и агент Михаил Талыбов («Сабир»), который прибыл в дворец Амина под видом повара. Однако в последний момент Амин поменял местами блюда, словно предчувствуя неладное, и в итоге отравился его зять, которого пришлось лечить в Москве[44]. Разработкой ядов занималась некая токсикологическая лаборатория, которая готовила ампулу с рицином и для ликвидации болгарского диссидента Георгия Маркова в 1978 году[44] (об обстоятельствах покушения на Маркова ещё до Митрохина публично заявлял Олег Калугин).
- В конце 1940-х годов против президента СФРЮ Иосипа Броза Тито готовилось покушение: та же токсикологическая лаборатория НКВД разработала какой-то порошок чумного типа, который необходимо было доставить с помощью человека, имевшего прививку от чумы[45][46][47]. В архивах утверждалось, что покушение должен был совершить агент НКВД Иосиф Григулевич, который под псевдонимом «Теодоро Кастро» был послом Коста-Рики в Югославии. Однако после смерти И. В. Сталина и смены политического курса от идей ликвидации Тито отказались окончательно[46].
- В 1962 году председатель КГБ Владимир Семичастный предлагал избавиться от ряда перебежчиков, среди которых фигурировали Анатолий Голицын, Игорь Гузенко, Николай Хохлов и Богдан Сташинский[48]. Хохлову даже угрожали смертью после того, как он отказался выполнять задание по ликвидации одного из лидеров НТС Георгия Околовича[49] (на встрече с Околовичем он рассказал о задании и позже продемонстрировал прессе оборудование, которое было необходимо для ликвидации Околовича).

### Агенты КГБ СССР и Русская православная церковь
Митрохин утверждал, что Русская православная церковь использовалась Сталиным с 1943 года в интересах НКВД и КГБ, а все высокопоставленные священнослужители занимали свои посты с одобрения Идеологической комиссии ЦК КПСС и руководства КГБ. Священники, представлявшие РПЦ во Всемирном совете церквей, Всемирном совете мира, Христианской мирной конференции и обществе «Родина», оказывали влияние на принятие тех или иных решений. В частности, Митрохин утверждал, что даже Патриарх Московский и Всея Руси Алексий II был завербован КГБ СССР под псевдонимом «Дроздов», а заместителем председателя общества «Родина» был П.И.Васильев из 19-го отдела (русской эмиграции) при Первом главном управлении КГБ СССР. Согласно данным 4-го отдела КГБ Эстонской ССР и сотрудника Государственного архива Эстонии Индрека Юрьё, реальный «Дроздов» был завербован 28 февраля 1958 года с формулировкой «на патриотических чувствах для выявления и разработки антисоветского элемента из числа православного духовенства». По мнению Юрьё, в документах слишком много совпадений с биографией Алексея Михайловича Ридигера (Алексий II). Однако биограф Александр Сегень утверждал, что все контакты патриарха ограничивались только беседами с представителями КГБ, поэтому агентом он не был.

### Поддержка международных освободительных движений
В работах Эндрю и Митрохина утверждается о том, что СССР поддерживал ряд организаций, которые классифицировались как национально-освободительные в СССР и при этом как террористические на Западе. Среди подобных организаций выделяются:
- Организация освобождения Палестины — её лидер Ясир Арафат с начала 1970-х годов сотрудничал с Секуритате и КГБ СССР, а бойцы ООП проходили подготовку под руководством инструкторов из КГБ[58].
- Народный фронт освобождения Палестины — Вадей Хаддад, отвечавший за поставку оружия бойцам НФОП, неоднократно бывал на даче КГБ в Барвихе. По словам Митрохина, в 1970 году корабль «Курсограф» в ходе операции «Восток» доставил НФОП огромную партию вооружения: РПГ-7, радиоуправляемые мины СНОП, пистолеты с глушителями, пулемёты и прочее вооружение[59]. Группа бойцов НФОП во главе с Карлосом Шакалом совершила даже рейд на отделение ОПЕК в Вене в 1975 году, а КГБ якобы знал об этой операции[60].
- Официальная Ирландская республиканская армия — по словам Митрохина, в рамках операции «Splash» в 1972 году марксистская группировка получила около 100 пистолетов-пулемётов, автоматов, пистолетов Walther и боеприпасов, выгруженных с судна «Редуктор». Запрос якобы осуществлял лидер Ирландской коммунистической партии Майкл О’Риордан посредством Кэтала Гулдинга. О’Риордан отверг все обвинения[61], а в личных дневниках сотрудника Международного отдела ЦК КПСС Анатолия Черняева также опровергались утверждения о помощи ирландцам из КГБ.

### Подготовка к масштабным диверсиям на Западе
В записях Митрохина утверждалось о том, что в случае «горячей фазы» войны планировалось провести серию крупномасштабных диверсий в США, Канаде и Европе, хотя в итоге всё ограничилось только созданием тайников с оружием и взрывчаткой. Показания Митрохина подтверждали два перебежчика из ГРУ: майор (или капитан) Виктор Суворов и полковник Станислав Лунёв. Среди упомянутых операций фигурировали:
- План подрыва плотины Хангри-Хорс[англ.] (штат Монтана)[64].
- План атаки на порт Нью-Йорка (операция «Гранит») с указанием наиболее уязвимых точек порта на карте[64].
- Размещение тайников с оружием для осуществления диверсий (терактов): некоторые были заминированы взрывными устройствами типа «Молния»[англ.] и могли быть открыты только при определённых манипуляциях. Один такой тайник удалось найти в лесу около Фрибура, ещё несколько тайников были ликвидированы в Европе. В 1999 году в лесу около Брюсселя был обнаружен тайник с радиооборудованием[65].
- Нарушение электроснабжения в штате Нью-Йорк диверсантами, которые скрывались бы на побережье реки Делавэр в парке Биг-Спринг[англ.][64].
- План по уничтожению нефтеперерабатывающих заводов, нефте- и газопроводов в Канаде (от Британской Колумбии до Монреаля) в рамках операции «Кедр» (план готовился около 12 лет)[66].

## Мнения
- Историк Джозеф Персико[англ.] заявил, что некоторые из утверждений Митрохина уже давно известны на Западе: о фальсифицированном письме Ли Харви Освальда в адрес Э. Ховарда Ханта, участвовавшего позже в Уотергейтском скандале, писал ещё Генри Хант в книге «Разумное сомнение» за 13 лет до публикации архивов. Более того, ещё за 6 лет до публикации архивов в книгах писали о том, что за беглым танцором балета Рудольфом Нуреевым следило КГБ и даже готовилось подстроить несчастный случай. По словам Персико, влияние этого тома вполне убедительно и не заставит историков изменять отношения к случившимся событиям, однако крайне странно, чтобы ключевой сотрудник архивного отдела КГБ копировал всё от руки[67].
- Журнал Central European Review отмечал работу Митрохина и Эндрю как книгу, которая раскрывает тайны об истории шпионажа, сбором разведданных и его роли в международных отношениях XX века. Авторы утверждали, что архивы открыли глаза на советское мировоззрение, а дело Роберта Ханссена лишь подтвердило, «насколько недалеко Россия отдалилась от движимого террором и шпионажем общества, существовавшего на протяжении семи бесславных десятилетий коммунизма»[68].
- Преподаватель Академии ВВС США, кафедры международных программ Дэвид Л. Раффли говорил, что материал даёт наиболее полную картину деятельности советской разведки и проливает свет на не изученные ранее аспекты деятельности советской разведки, которая всё же оказалась не настолько впечатляющей, как это представляли[69].
- Рег Уитакер, профессор политологии Йоркского университета Торонто в интервью Intelligence Forum отмечал, что архив Митрохина, предоставленный британской разведкой и её историком Крисом Эндрю, тщательно описал правила поведения сотрудников КГБ с западными агентами. Митрохин, по словам Уитакера, не ошибался в описании характера каждого агента, однако особое внимание уделялось тем, кто играл роль «полезного идиота» или был «нежелательной целью»[70].
- Министр внутренних дел Великобритании Джек Стро обратился к британскому парламенту в 1999 году с речью, в которой высоко оценил важность материала для разведслужб мира[71].:

В 1992 году после того, как мистер Митрохин обратился в Великобританию за помощью, наша Секретная разведывательная служба помогла ему и его семье перебраться в эту страну и перевезти его Архив. Поскольку оригинальных документов или копий оригинала не было, сам материал не имел никакой прямой доказательной ценности, однако имел при этом огромную ценность для разведывательных и следственных нужд. Тысячи фрагментов из материалов, предоставленных мистером Митрохиным, разошлись по миру. Вследствие этого наша разведка и службы безопасности совместно с союзными правительствами сумели положить конец многим угрозам безопасности, закрыв многие незавершённые расследования, подтвердив многие ранее существовавшие подозрения и реабилитировав ряд имён и репутаций. Наша разведка и службы безопасности считают, что материал мистера Митрохина бесценен для всего мира.
Оригинальный текст (англ.)In 1992, after Mr. Mitrokhin had approached the UK for help, our Secret Intelligence Service made arrangements to bring Mr. Mitrokhin and his family to this country, together with his archive. As there were no original KGB documents or copies of original documents, the material itself was of no direct evidential value, but it was of huge value for intelligence and investigative purposes. Thousands of leads from Mr. Mitrokhin's material have been followed up worldwide. As a result, our intelligence and security agencies, in co-operation with allied Governments, have been able to put a stop to many security threats. Many unsolved investigations have been closed; many earlier suspicions confirmed; and some names and reputations have been cleared. Our intelligence and security agencies have assessed the value of Mr. Mitrokhin's material world wide as immense.

- Писатель Джозеф Тренто заявил, что материал Митрохина восполнил пробелы в документах западных стран касаемо разведдеятельности СССР до 1985 года и подтвердил положения перехваченных на Западе переписок и отчётов, назвав сам материал «драгоценными камнями в короне русской разведки»[72].
- Историк Эми Найт[англ.] отметила, что в книге «Меч и щит» представлена новая информация, однако толкование Холодной войны от этого не менялось. В целом, по её словам, разведка СССР обладала высоким уровнем профессионализма, которого не смогла достичь ни одна разведслужба иной страны Западного мира, хоть и расценивалась на Западе как источник угрозы[73].

## Расследования после публикации книг
После публикации книг начались парламентские расследования в Великобритании, Италии и Индии.

### Великобритания
После публикации первой книги Эндрю комитет по разведке и безопасности при Палате общин начал расследование, опубликовав его результаты под названием «Отчёт о деле Митрохина» (англ. The Mitrokhin Inquiry Report) в июне 2000 года. Комитет остался недоволен тем, что в MI6 ещё до публикации книги знали имена шпионов, однако, не уведомив соответствующие органы, приняли решение не преследовать никого из подозреваемых: по мнению комитета, это решение должны были принимать юристы, а не MI6. В ходе расследования был допрошен Митрохин, который остался недоволен тем, как издавали книгу, поскольку чувствовал, что свою задачу не выполнил. По словам Митрохина, он хотел сохранить за собой полный контроль над обработкой материала. MI6 утверждала о том, что с министром внутренних дел и генеральным прокурором согласовывались все главы книги, но это утверждение истине не соответствовало. Более того, комитет решил, что вводящие в заблуждение материалы могут получить широкое распространение, и в итоге постановил, что в MI6 не справились с задачей о публикациях и их должном освещении в СМИ.

### Италия
В 2002 году правоцентристская коалиция Дом свобод во главе с премьер-министром Италии Сильвио Берлускони инициировала в палате Италии создание Итальянской комиссии Митрохина, которая занималась бы расследованием возможных связей итальянской оппозиции и политиков прошлых лет с КГБ. Комиссию возглавил сенатор Паоло Гуццанти из партии «Вперед, Италия!». Однако по итогам расследований в 2006 году комиссию закрыли, поскольку абсолютно ничего, что утверждалось в архиве Митрохина, подтвердить не удалось. Никому из итальянских политиков обвинения предъявить не удалось, а комиссия фактически использовалась для разгрома левого движения. Утверждалось, что архив представляет собой досье о КГБ, созданное британской контрразведкой на основе признаний перебежчика (если таковые были), а «Митрохин» — кодовое название операции MI5.
Единственной зацепкой считалось некое высказывание Александра Литвиненко: тот утверждал, что генерал-полковник ФСБ Анатолий Трофимов говорил ему о том, что Романо Проди якобы является «нашим человеком в Италии». Трофимов был убит в 2005 году при неизвестных обстоятельствах в Москве, а Литвиненко скончался при загадочных обстоятельствах в 2006 году. Несмотря на общий провал работы комиссии, депутат Европарламента Джерард Баттен от Партии независимости Соединенного Королевства требовал возобновить работу комиссии и проверить обвинения в адрес Романо Проди.

### Индия
Деятель партии «Бхаратия джаната» Лал Кришна Адвани обратился к Правительству Индии с просьбой подготовить судебный иск о клевете против Кристофера Эндрю. По словам представителя партии, книгу подавали как «чистую сенсацию», которая почти никак не была основана на официальных документах.